# Xiema, Chongqing
Xiema (kinesiska: 歇马) är ett stadsdelsdistrikt i sydvästra Kina. Det ligger i stadsdistriktet Beibei  i storstadsområdet Chongqing, omkring 31 kilometer nordväst om det centrala stadsdistriktet Yuzhong. Antalet invånare är 60 933. Befolkningen består av 30 006 kvinnor och 30 927 män. Barn under 15 år utgör 11,0 %, vuxna 15-64 år 78 %, och äldre över 65 år 10,0 %.